# Вариговце
Вариговце (алб. Varigoc) је насеље у општини Липљан, Косово и Метохија, Република Србија.

## Географија
Вариговце се налази на 628 метара надморске висине, и то на координатама 42° 28′ 55" северно и 21° 01′ 17" источно.
Налази се на око двадесет и четири километра од Приштине.

## Демографија
| Етнички састав према попису из 1981.‍ | Етнички састав према попису из 1981.‍ | Етнички састав према попису из 1981.‍ | Етнички састав према попису из 1981.‍ | Етнички састав према попису из 1981.‍ |
| ------------------------------------ | ------------------------------------ | ------------------------------------ | ------------------------------------ | ------------------------------------ |
|                                      |                                      |                                      |                                      |                                      |
| Албанци                              | Албанци                              |                                      | 168                                  | 100,00%                              |

| Демографија | Демографија | Демографија |
| Година      | Становника  | Становника  |
| ----------- | ----------- | ----------- |
| 1948.       | 66          |             |
| 1953.       | 72          |             |
| 1961.       | 91          |             |
| 1971.       | 119         |             |
| 1981.       | 169         |             |
| 1991.       | 210         |             |